# Les Horribles Cernettes
Les Horribles Cernettes – szwajcarski kabaretowy zespół muzyczny składający się z czterech wokalistek (Angela Higney, Michele de Gennaro, Colette Marx-Nielsen i Lynn Veronneau), działający przy genewskim ośrodku naukowo-badawczym CERN. Zespół śpiewał piosenki m.in. o atomach, informatykach i wysyłaniu walentynek faksem. Girlsband jest obiektem pierwszego zdjęcia, które zostało opublikowane w Internecie.